# Bankia gouldi
Bankia gouldi är en musselart som först beskrevs av Bartsch 1908.  Bankia gouldi ingår i släktet Bankia och familjen skeppsmaskar. Inga underarter finns listade i Catalogue of Life.